# Miho Manya
Miho Manya (万屋 美穂 Manya Miho?,  nacida el 5 de noviembre de 1996 en Osaka) es una futbolista japonesa que jugaba como defensa.
En 2017, Manya jugó 7 veces para la selección femenina de fútbol de Japón.

## Trayectoria

### Clubes
| Club                  | País  | Año    |
| --------------------- | ----- | ------ |
| Mynavi Vegalta Sendai | Japón | 2015 - |

### Selección nacional
| Selección | País  | Año  |
| --------- | ----- | ---- |
| Absoluta  | Japón | 2017 |

## Estadística de equipo nacional
| Selección femenina de fútbol de Japón | Selección femenina de fútbol de Japón | Selección femenina de fútbol de Japón |
| Año                                   | Partidos                              | Goles                                 |
| ------------------------------------- | ------------------------------------- | ------------------------------------- |
| 2017                                  | 7                                     | 0                                     |
| Total                                 | 7                                     | 0                                     |